# William Hoy
Pour les articles homonymes, voir Hoy.
William Hoy, né en 1955, est un monteur américain d'origine asiatique.

## Biographie
C'est le frère de Maysie Hoy. Il est membre de l'American Cinema Editors.

## Filmographie
- 1987 : Sens unique (No Way Out) de Roger Donaldson
- 1989 : Best of the Best de Robert Radler
- 1990 : Danse avec les loups (Dances with Wolves) de Kevin Costner
- 1991 : Star Trek 6 : Terre inconnue (Star Trek VI : The Undiscovered Country) de Nicholas Meyer
- 1992 : Jeux de guerre (Patriot Games) de Phillip Noyce
- 1993 : Sliver de Phillip Noyce
- 1995 : Alerte ! (Outbreak) de Wolfgang Petersen
- 1998 : L'Homme au masque de fer (The Man in the Iron Mask) de Randall Wallace
- 1999 : Bone Collector de Phillip Noyce
- 2002 : Nous étions soldats (We Were Soldiers) de Randall Wallace
- 2003 : Un homme à part (A man apart) de F. Gary Gray
- 2004 : I, Robot d'Alex Proyas
- 2005 : Les 4 Fantastiques (Fantastic Four) de Tim Story
- 2007 : 300 de Zack Snyder
- 2007 : Les Quatre Fantastiques et le Surfer d'argent (Fantastic Four: Rise of the Silver Surfer) de Tim Story
- 2009 : Watchmen de Zack Snyder
- 2011 : Sucker Punch de Zack Snyder
- 2012 : Abraham Lincoln, chasseur de vampires (Abraham Lincoln: Vampire Hunter) de Timur Bekmambetov
- 2014 : La Planète des singes : L'Affrontement (Dawn of the Planet of the Apes) de Matt Reeves
- 2015 : Pan de Joe Wright
- 2017 : La Planète des singes : La Suprématie (War for the Planet of the Apes) de Matt Reeves